# Mroczne zwierciadło
Mroczne zwierciadło – amerykański film fabularny z 1946 roku w reżyserii Roberta Siodmaka. Realizację zdjęć rozpoczęto w marcu 1946 roku.

## Fabuła
Ruth i Terry są bliźniaczkami. Ruth zostaje posądzona o zabójstwo doktora Franka Peralta. Detektyw Stevenson prowadzi śledztwo w tej sprawie. Nawiązuje współpracę z psychiatrą, który odkrywa, że jedna z sióstr jest chora psychicznie. W drugiej się zakochuje.

## Obsada
- Lester Allen – George Benson
- Garry Owen –  Franklin
- Richard Long – Rusty
- Thomas Mitchell – detektyw Stevenson
- Lew Ayres – dr. Scott Elliott
- Olivia de Havilland – Terry Collins / Ruth Collins
- Charles Evans – prawnik okręgowy Girard

## Nagrody i nominacje
19. ceremonia wręczenia Oscarów (1947)
- nominacja: Vladimir Pozner (Best Original Motion Picture Story – najlepsze oryginalne materiały do scenariusza)[2].